# Stazione di Duino-Timavo
La stazione di Duino-Timavo era una fermata ferroviaria con funzioni di guardablocco situata sulle linee ferroviarie Udine-Trieste e Venezia-Trieste, nelle vicinanze dell'abitato di Duino.
La fermata di Duino-Timavo è stata soppressa verso la fine degli anni sessanta. Era una delle quattro stazioni presenti nel comune di Duino-Aurisina.
Il fabbricato viaggiatori è costituito da un piccolo parallelepipedo costruito per metà da pietra bianca di Aurisina e per metà da mattoni.
Fino al primo dopoguerra la fermata si chiamava Duino-Sistiana; con l'entrata in funzione della stazione di Sistiana-Visogliano mutò il proprio nome in Duino-Timavo, data la sua vicinanza alla foce del fiume Timavo.